# Mistrovství Evropy v zápasu ve volném stylu 2013
Mistrovství Evropy v zápasu ve volném stylu se konalo v Tbilisi, Gruzie ve dnech 19.-24. března 2013.

## Česká stopa
podrobně zde
- -55 kg - Lenka Martináková (TAK Hellas Brno), vypadla v prvním zápase s Němkou Mertens
- -74 kg - Gurgen Bagdasarjan (TAK Hellas Brno), prohrál v prvním zápase s později stříbrným Maďarem Hatosem a v opravách nestačil na Srba Efendijeva.
- -96 kg - Vratislav Chotaš (Sokol Vítkovice), vypadl v prvním zápase se Slovákem Jaloviarem

## Výsledky

### Muži
| Kategorie | Zlato                     | Stříbro                  | Bronz                        | Bronz                    |
| --------- | ------------------------- | ------------------------ | ---------------------------- | ------------------------ |
| -55 kg    | Giorgi Edišerašvili (GEO) | Vladislav Andrejev (BLR) | Sezar Akgül (TUR)            | Yaşar Əliyev (AZE)       |
| -60 kg    | Opan Sat (RUS)            | Vladimir Dubov (BUL)     | Vladimer Chinčegašvili (GEO) | Tim Schleicher (GER)     |
| -66 kg    | Davit Safarjan (ARM)      | Yakup Gör (TUR)          | Alexandr Kontojev (BLR)      | Ilijas Bekbulatov (RUS)  |
| -74 kg    | Aniuar Gedujev (RUS)      | Gábor Hatos (HUN)        | Gia Čichladze (UKR)          | Leonid Bazan (BUL)       |
| -84 kg    | Davit Marsagišvili (GEO)  | Musa Murtazalijev (ARM)  | Ibragim Aldatov (UKR)        | Anzor Uryšev (RUS)       |
| -96 kg    | Pavlo Olijnyk (UKR)       | Kamil Skaskiewicz (POL)  | Ljuben Iliev (BUL)           | Vladislav Bajcajev (RUS) |
| -120 kg   | Taha Akgül (TUR)          | Alen Zasejev (UKR)       | Džamaladdin Magomedov (AZE)  | Geno Petrijašvili (GEO)  |

### Ženy
| Kategorie | Zlato                         | Stříbro                    | Bronz                        | Bronz                        |
| --------- | ----------------------------- | -------------------------- | ---------------------------- | ---------------------------- |
| -48 kg    | Valerija Čepsarakovová (RUS)  | Jana Stadniková (GBR)      | Jacqueline Schellinová (GER) | Patimət Bəhəmmədovová (AZE)  |
| -51 kg    | Roksana Zasinaová (POL)       | Estera Dobreová (ROU)      | Jekatěrina Krasnovová (RUS)  | Julija Blahiňová (UKR)       |
| -55 kg    | Sofia Mattssonová (SWE)       | Maria Prevolarakiová (GRE) | Iryna Husjaková (UKR)        | Emese Barkaová (HUN)         |
| -59 kg    | Anastasija Hučoková (BLR)     | Žargalma Cyrenovová (RUS)  | Teťjana Lavrenčuková (UKR)   | Hafize Şahinová (TUR)        |
| -63 kg    | Anastasija Grigorjevová (LAT) | Monika Michaliková (POL)   | Hanna Beliajevová (AZE)      | Hanna Vasylenková (UKR)      |
| -67 kg    | Alina Berežná (UKR)           | Ilana Kratyšová (ISR)      | Aline Fockenová (GER)        | Svetlana Babuškinová (RUS)   |
| -72 kg    | Natalja Vorobjovová (RUS)     | Maider Undaová (ESP)       | Vasilisa Marzaljuková (BLR)  | Katěryna Burmistrovová (UKR) |